# 阿旺多尔济
阿旺多尔济（藏語：ངག་དབང་རྡོ་རྗེ།，威利转写：ngag dbang rdo rje，1715年—1780年）蒙古族，内蒙古阿拉善旗厢根达来巴嘎人，第一世迭斯尔德活佛。
阿旺多尔济另有一名“阿旺伦珠达尔吉”（藏語：ངག་དབང་ལྷུན་གྲུབ་དར་རྒྱས།，威利转写：ngag dbang lhun grub dar rgyas）。因于1747年受七世达赖册封“阿日鲁克桑额尔德尼诺门罕”封号，故阿旺多尔济也被称作“达尔吉诺门罕”。阿旺多尔济精通显密教法，在藏区以“拉尊班第达”著称。

## 生平
1715年，阿旺多尔济生于阿拉善旗厢根达来巴嘎的匝布苏尔乌素，父亲名班子尔加布（又译“班自尔扎布”），母亲名那木宗。六世达赖仓央嘉措认定其为第司桑结嘉措的转世。第司桑结嘉措是五世达赖之宠臣，主持选立了六世达赖仓央嘉措，组织扩建了布达拉宫，后在同拉藏汗的争斗中失败被执杀，其所立的六世达赖仓央嘉措遂遭废黜，被送往北京途中秘密出走的仓央嘉措来到阿拉善时，首先便在第司转生的阿旺多尔济家中做客，并将婴儿阿旺多尔济确认为第司桑结嘉措的转世。阿旺多尔济自幼随仓央嘉措出家为僧，曾赴西藏学经数年。
《七世逹賴喇嘛傳》、《六世班禅洛桑巴丹益希传》、《章嘉国师若必多吉传》、《安多政教史》等史料中偶有阿旺多尔济活动的记载。阿旺多尔济创建了南寺（广宗寺），安置并保存六世达赖仓央嘉措的遗体，选认六世达赖转世南寺葛根图布丹嘉木苏。
阿旺多尔济精通显密教法，在藏区以“拉尊班第达”著称。阿旺多尔济是在阿拉善出生的首位转世活佛，也是以藏文发表著述的首位阿拉善蒙古族高僧。温都尔葛根以及第一世多布藏呼图克图的前生均曾向阿旺多尔济受过经文传承。
晚年，阿旺多尔济因寺院利益而同阿拉善第三代札萨克王爷罗卜藏多尔济产生矛盾，王爷听信了阿旺多尔济在念诅咒经的传言，将阿旺多尔济逮捕囚禁。虽然有人照料阿旺多尔济的饮食，但因阿旺多尔济年事已高，不堪忍受监狱中的饥寒，最终于1780年在监狱中打坐示寂。
阿旺多尔济圆寂后，王爷下令不许寻找其转世灵童，但后来还是寻访到其转世灵童，即伦都布达尔吉，但未能坐床便病逝。

## 著作
阿旺多尔济的著作有六世达赖传记《妙音天界琵琶音》。土观·却吉尼玛曾说阿旺多尔济有多种作品，但因遭王爷查禁，其著述大多散失。南寺（广宗寺）曾供奉过阿旺多尔济的银质灵塔，外形是尊胜塔，塔门有尊胜佛母像，塔内是否有其舍利不得而知。据称阿旺多尔济圆寂前，吟唱过一首后被称为《轮回》的蒙古语歌曲，内容为生死轮回、因果报应之理，流传至今。